# Instrument à cordes frottées
Pour un article plus général, voir Instrument à cordes.
 (juin 2024).
Si vous disposez d'ouvrages ou d'articles de référence ou si vous connaissez des sites web de qualité traitant du thème abordé ici, merci de compléter l'article en donnant les références utiles à sa vérifiabilité et en les liant à la section « Notes et références ».
Les instruments à cordes frottées sont des instruments de musique à cordes frottées généralement avec un archet, à l'exception de quelques instruments comme la vielle à roue, dont les cordes sont frottées par le bord d'un disque.
Ce frottement provoque des vibrations que l'instrument émet sous forme de son.

## Instruments à cordes frottées classés par ordre alphabétique
- Alto
- Contre alto (violon une octave plus grave)[réf. souhaitée]
- Arpeggione ou guitare-violoncelle ou guitare d'amour
- Baryton
- Bratsch
- Cimboa
- Contrebasse (en jazz et musique traditionnelle, les cordes sont généralement pincées)
- Crwth
- Datong
- Èrhú
- Esraj
- Gadoulka
- ģīga (ou divstīdzis)
- Ghaychak
- Húqín
- Imzad
- Jouhikko
- Kamânche
- Kobyz
- Kokyū
- Lyra
- Masenqo
- Mayuri
- Monocorde à clavier
- Neolin
- Nyckelharpa
- Octobasse
- Pena
- Pochette
- Psalmodicon
- Quinton
- Rabâb
- Ravanhatta
- Rébec
- Sarangi
- Sarinda
- Satar
- Sorud
- Sringara
- Trompette marine
- Vielle à roue
- Viola all'inglese
- Viola da spalla ou Viola pomposa
- Viola pomposa
- Viole de gambe
- Viole d'amour
- Viole d'Orphée
- Violon, Fiddle
- Violon à pavillon
- Violon baroque
- Violon d'amour
- Violoncelle
- Violoncello all'inglese
- Violone